# NGC 4007
NGC 4007 је спирална галаксија у сазвежђу Лав која се налази на NGC листи објеката дубоког неба.
Деклинација објекта је + 25° 7' 20" а ректасцензија 11h 58m 10,0s. Привидна величина (магнитуда) објекта NGC 4007 износи 13,0 а фотографска магнитуда 13,9. NGC 4007 је још познат и под ознакама NGC 4005, UGC 6952, MCG 4-28-107, CGCG 127-120, PGC 37661.